# 조원성
조원성(趙源誠, 1850년 음력 2월 27일 ~ 1917년 양력 7월 24일)은 대한제국의 관료 출신으로 일제 강점기에 조선총독부 중추원 부찬의를 지냈다.
1896년부터 외부와 의정부 등에서 관리로 근무하다가 1911년 중추원 부찬의에 임명되어 1917년 사망할 때까지 재직했다. 한일 합병 조약 체결에 공을 세운 사람들에게 일본 정부가 준 한국병합기념장도 1912년 서훈받았다.
2002년 민족정기를 세우는 국회의원모임이 발표한 친일파 708인 명단, 2008년 민족문제연구소에서 친일인명사전에 수록하기 위해 정리한 친일인명사전 수록예정자 명단, 2006년 친일반민족행위진상규명위원회가 조사 발표한 친일반민족행위 106인 명단에 모두 포함되었다.

## 같이 보기
- 조선총독부 중추원

## 참고 자료
- 친일반민족행위진상규명위원회 (2006년 12월). 〈조원성〉 (PDF). 《2006년도 조사보고서 II - 친일반민족행위결정이유서》. 서울. 391~393쪽쪽. 발간등록번호 11-1560010-0000002-10. 2007년 9월 26일에 원본 문서 (PDF)에서 보존된 문서. 2007년 6월 24일에 확인함.